# Тирнене
Ти́рнене (болг. Търнене) — село в Плевенській області Болгарії. Входить до складу общини Плевен.

## Населення
За даними перепису населення 2011 року у селі проживали 847 осіб.
Національний склад населення села:
| Національність   | Кількість осіб | Відсоток |
| ---------------- | -------------- | -------- |
| болгари          | 445            | 52,7%    |
| цигани           | 384            | 45,4%    |
| турки            | 13             | 1,5%     |
| інша             | 0              | 0%       |
| не визначились   | 3              | 0,4%     |
| Всього відповіли | 845            |          |

Розподіл населення за віком у 2011 році:
Динаміка населення: